# Boliviaans voetbalelftal in 1999
Het Boliviaans voetbalelftal speelde in totaal zestien officiële interlands in het jaar 1999, waaronder drie wedstrijden bij de strijd om de FIFA Confederations Cup in Mexico. La Verde ("De Groenen") stond onder leiding van de Argentijnse bondscoach Héctor Veira, de opvolger van Antonio López Habas, en speelde negen keer gelijk. Op de FIFA-wereldranglijst zakte Bolivia in 1999 van de 56ste (januari 1999) naar de 61ste plaats (december 1999).

## Balans
| Wedstrijden | Wedstrijden | Wedstrijden | Wedstrijden | Doelpunten | Doelpunten | Doelpunten | Punten |
| Gespeeld    | Winst       | Gelijk      | Verlies     | Voor       | Tegen      | Saldo      | Punten |
| ----------- | ----------- | ----------- | ----------- | ---------- | ---------- | ---------- | ------ |
| 16          | 1           | 9           | 6           | 9          | 14         | –5         | 0.687  |

## Interlands
|                                                       |         |       |                  | |
| 24 januari Vriendschappelijk № 272 «onderlinge duels» | Bolivia | 0 – 0 | Verenigde Staten | Estadio Ramón Tahuichi Aguilera, Santa Cruz Toeschouwers: 39.000 Scheidsrechter: Juan Carlos Paniagua (BOL) |
| 24 januari Vriendschappelijk № 272 «onderlinge duels» |         |       |                  | Estadio Ramón Tahuichi Aguilera, Santa Cruz Toeschouwers: 39.000 Scheidsrechter: Juan Carlos Paniagua (BOL) |

|                                                    |         |       |         |                                                                                    |
| 3 maart Vriendschappelijk № 273 «onderlinge duels» | Bolivia | 0 – 0 | Jamaica | Estadio Mateo Flores, Guatemala-Stad Toeschouwers: 15.000 Scheidsrechter: onbekend |
| 3 maart Vriendschappelijk № 273 «onderlinge duels» |         |       |         | Estadio Mateo Flores, Guatemala-Stad Toeschouwers: 15.000 Scheidsrechter: onbekend |

|                                                    |           |                                                                    |         |                                                                                                  |
| 5 maart Vriendschappelijk № 274 «onderlinge duels» | Guatemala | 0 – 3                                                              | Bolivia | Estadio Mateo Flores, Guatemala-Stad Toeschouwers: 10.000 Scheidsrechter: Rafael Rodríguez (ESA) |
| 5 maart Vriendschappelijk № 274 «onderlinge duels» |           | 9' Fernando Ochoaizpur 55' Milton Coimbra 63' (pen.) Óscar Sánchez |         | Estadio Mateo Flores, Guatemala-Stad Toeschouwers: 10.000 Scheidsrechter: Rafael Rodríguez (ESA) |

|                                                    |                                                         |       |         |                                                                                              |
| 7 maart Vriendschappelijk № 275 «onderlinge duels» | Paraguay                                                | 3 – 0 | Bolivia | Estadio Mateo Flores, Guatemala-Stad Toeschouwers: 25.000 Scheidsrechter: Fredy Burgos (GUA) |
| 7 maart Vriendschappelijk № 275 «onderlinge duels» | Mauro Caballero 18' Delio Toledo 61' Tomás González 67' |       |         | Estadio Mateo Flores, Guatemala-Stad Toeschouwers: 25.000 Scheidsrechter: Fredy Burgos (GUA) |

|                                          |                                   |       |                        |                                                                                           |
| 11 maart US Cup № 276 «onderlinge duels» | Mexico                            | 2 – 1 | Bolivia                | Memorial Coliseum, Los Angeles Toeschouwers: 34.154 Scheidsrechter: Timothy Weyland (USA) |
| 11 maart US Cup № 276 «onderlinge duels» | Joel Sánchez 54' Joel Sánchez 60' |       | 4' Fernando Ochoaizpur | Memorial Coliseum, Los Angeles Toeschouwers: 34.154 Scheidsrechter: Timothy Weyland (USA) |

|                                          |                                    |       |                       |                                                                                   |
| 13 maart US Cup № 277 «onderlinge duels» | Guatemala                          | 2 – 1 | Bolivia               | Qualcomm Stadium, San Diego Toeschouwers: 50.324 Scheidsrechter: Brian Hall (USA) |
| 13 maart US Cup № 277 «onderlinge duels» | Jorge Pérez 18' Edgar Valencia 26' |       | 49' Juan Carlos Farah | Qualcomm Stadium, San Diego Toeschouwers: 50.324 Scheidsrechter: Brian Hall (USA) |

|                                                     |                               |       |                   |                                                                                               |
| 28 april Vriendschappelijk № 278 «onderlinge duels» | Bolivia                       | 1 – 1 | Chili             | Estadio Félix Capriles, Cochabamba Toeschouwers: 32.000 Scheidsrechter: José Luis Arana (PER) |
| 28 april Vriendschappelijk № 278 «onderlinge duels» | Víctor Hugo Antelo 18' (pen.) |       | 65' David Pizarro | Estadio Félix Capriles, Cochabamba Toeschouwers: 32.000 Scheidsrechter: José Luis Arana (PER) |

|                                                    |                   |       |         |                                                                                       |
| 20 juni Vriendschappelijk № 279 «onderlinge duels» | Chili             | 1 – 0 | Bolivia | Estadio Nacional, Santiago Toeschouwers: 25.000 Scheidsrechter: Jorge Larrionda (URU) |
| 20 juni Vriendschappelijk № 279 «onderlinge duels» | Raúl Palacios 13' |       |         | Estadio Nacional, Santiago Toeschouwers: 25.000 Scheidsrechter: Jorge Larrionda (URU) |

| Copa América |
| ------------ |

|                                                       |          |       |         |                                                                                                 |
| 29 juni Copa América Groep A № 280 «onderlinge duels» | Paraguay | 0 – 0 | Bolivia | Estadio Defensores del Chaco, Asunción Toeschouwers: 43.000 Scheidsrechter: Mario Sánchez (CHI) |
| 29 juni Copa América Groep A № 280 «onderlinge duels» |          |       |         | Estadio Defensores del Chaco, Asunción Toeschouwers: 43.000 Scheidsrechter: Mario Sánchez (CHI) |

|                                                      |                   |       |         |                                                                                                  |
| 2 juli Copa América Groep A № 281 «onderlinge duels» | Peru              | 1 – 0 | Bolivia | Estadio Defensores del Chaco, Asunción Toeschouwers: 30.000 Scheidsrechter: Luis Solórzano (VEN) |
| 2 juli Copa América Groep A № 281 «onderlinge duels» | Ysrael Zúñiga 87' |       |         | Estadio Defensores del Chaco, Asunción Toeschouwers: 30.000 Scheidsrechter: Luis Solórzano (VEN) |

|                                                      |                   |       |                         | |
| 5 juli Copa América Groep A № 282 «onderlinge duels» | Bolivia           | 1 – 1 | Japan                   | Monumental Rio Parapiti, Pedro Juan Caballero Toeschouwers: 20.000 Scheidsrechter: Benito Archundia (MEX) |
| 5 juli Copa América Groep A № 282 «onderlinge duels» | Erwin Sánchez 18' |       | 75' (pen.) Wagner Lopes | Monumental Rio Parapiti, Pedro Juan Caballero Toeschouwers: 20.000 Scheidsrechter: Benito Archundia (MEX) |

| FIFA Confederations Cup |
| ----------------------- |

|                                                                       |                                        |       |                                         |                                                                                     |
| 25 juli Confederations Cup Groep A № 283 «onderlinge duels» 12:00 uur | Bolivia                                | 2 – 2 | Egypte                                  | Estadio Azteca, Mexico-Stad Toeschouwers: 85.000 Scheidsrechter: Anders Frisk (SWE) |
| 25 juli Confederations Cup Groep A № 283 «onderlinge duels» 12:00 uur | Limberg Gutiérrez 21' Renny Ribera 40' |       | 8' Abdel Sattar Sabry 63' Yasser Radwan | Estadio Azteca, Mexico-Stad Toeschouwers: 85.000 Scheidsrechter: Anders Frisk (SWE) |

|                                                                       |         |       |               |                                                                                   |
| 27 juli Confederations Cup Groep A № 284 «onderlinge duels» 18:00 uur | Bolivia | 0 – 0 | Saoedi-Arabië | Estadio Azteca, Mexico-Stad Toeschouwers: 85.000 Scheidsrechter: Brian Hall (USA) |
| 27 juli Confederations Cup Groep A № 284 «onderlinge duels» 18:00 uur |         |       |               | Estadio Azteca, Mexico-Stad Toeschouwers: 85.000 Scheidsrechter: Brian Hall (USA) |

|                                                                       |                        |       |         |                                                                                   |
| 29 juli Confederations Cup Groep A № 285 «onderlinge duels» 20:30 uur | Mexico                 | 1 – 0 | Bolivia | Estadio Azteca, Mexico-Stad Toeschouwers: 55.000 Scheidsrechter: Óscar Ruíz (COL) |
| 29 juli Confederations Cup Groep A № 285 «onderlinge duels» 20:30 uur | Francisco Palencia 52' |       |         | Estadio Azteca, Mexico-Stad Toeschouwers: 55.000 Scheidsrechter: Óscar Ruíz (COL) |

|  |  |  |  |  |  |  |  |  |

|                                                        |         |       |           |                                                                                |
| 26 augustus Vriendschappelijk № 286 «onderlinge duels» | Bolivia | 0 – 0 | Venezuela | Estadio Patria, Sucre Toeschouwers: 11.376 Scheidsrechter: Alfred Bernal (BOL) |
| 26 augustus Vriendschappelijk № 286 «onderlinge duels» |         |       |           | Estadio Patria, Sucre Toeschouwers: 11.376 Scheidsrechter: Alfred Bernal (BOL) |

|                                                        |          |       |         | |
| 3 november Copa Paz del Chaco № 287 «onderlinge duels» | Paraguay | 0 – 0 | Bolivia | Estadio Deportivo Español, Buenos Aires Toeschouwers: 12.000 Scheidsrechter: Horacio Elizondo (ARG) |
| 3 november Copa Paz del Chaco № 287 «onderlinge duels» |          |       |         | Estadio Deportivo Español, Buenos Aires Toeschouwers: 12.000 Scheidsrechter: Horacio Elizondo (ARG) |

## FIFA-wereldranglijst
| JAN | FEB | MAR | APR | MEI | JUN | JUL | AUG | SEP | OKT | NOV | DEC |
| --- | --- | --- | --- | --- | --- | --- | --- | --- | --- | --- | --- |
| 56  | 59  | 50  | 52  | 50  | 53  | 53  | 52  | 55  | 57  | 57  | 61  |

## Statistieken
| José Carlos Fernández | 1971-01-24 | Jaguares de Colima   | 11 | 0 | 0 | 12 | 0  |
| Marco Antonio Barrero | 1962-01-26 | The Strongest        | 5  | 0 | 0 | 32 | 0  |
| Verdediging           |            |                      |    |   |   |    |    |
| Iván Castillo         | 1970-07-11 | Club Bolívar         | 12 | 0 | 0 |    |    |
| Marco Antonio Sandy   | 1971-08-29 | Gimnasia y Esgrima   | 10 | 0 | 0 | 75 | 6  |
| Renny Ribera          | 1974-01-30 | Club Blooming        | 8  | 0 | 1 |    |    |
| Óscar Sánchez         | 1971-07-16 | CA Independiente     | 8  | 0 | 1 | 48 | 6  |
| Juan Manuel Peña      | 1973-01-17 | Real Valladolid      | 7  | 1 | 0 | 57 | 0  |
| Luis Cristaldo        | 1969-08-31 | Cerro Porteño        | 7  | 0 | 0 | 75 | 3  |
| Ronald Arana          | 1977-01-18 | The Strongest        | 6  | 0 | 0 |    |    |
| Fernando Ochoaizpur   | 1971-03-18 | Pumas UNAM           | 5  | 2 | 2 | 15 | 3  |
| Lorgio Álvarez        | 1978-06-29 | Club Blooming        | 4  | 0 | 0 | 4  | 0  |
| Miguel Rimba          | 1967-11-01 | Oriente Petrolero    | 3  | 0 | 0 | 75 | 0  |
| Eduardo Jiguchi       | 1970-08-24 | Club Bolívar         | 2  | 0 | 0 | 11 | 0  |
| Wilder Arévalo        | 1980-04-30 | Jorge Wilstermann    | 1  | 0 | 0 |    |    |
| Percy Gil             | 1976-11-01 | Guabirá              | 1  | 0 | 0 |    |    |
| Cléver Méndez         | 1978-09-15 | Oriente Petrolero    | 1  | 0 | 0 |    |    |
| Juan Carlos Farah     | 1969-03-08 | Oriente Petrolero    | 0  | 1 | 1 |    |    |
| Gustavo Quinteros     | 1965-02-15 | Argentinos Juniors   | 0  | 1 | 0 | 26 | 1  |
| Rolando Rea           | 1977-10-22 | The Strongest        | 0  | 1 | 0 |    |    |
| Middenveld            |            |                      |    |   |   |    |    |
| Rubén Tufiño          | 1970-01-09 | Oriente Petrolero    | 10 | 0 | 0 | 27 | 1  |
| Sergio Castillo       | 1970-09-26 | Oriente Petrolero    | 8  | 1 | 0 |    |    |
| Limberg Gutiérrez     | 1977-11-19 | Club Blooming        | 7  | 2 | 1 |    |    |
| Marco Etcheverry      | 1970-09-26 | DC United            | 6  | 6 | 0 | 66 | 13 |
| Vladimir Soria        | 1964-07-15 | Club Bolívar         | 6  | 2 | 0 |    |    |
| Erwin Sánchez         | 1969-10-19 | Boavista             | 6  | 0 | 1 | 49 | 14 |
| Mauricio Ramos        | 1969-09-23 | Tampa Bay Mutiny     | 3  | 4 | 0 |    |    |
| Gonzalo Galindo       | 1974-10-20 | Jorge Wilstermann    | 3  | 3 | 0 |    |    |
| Raúl Justiniano       | 1977-09-29 | Club Blooming        | 3  | 1 | 0 |    |    |
| Richard Uriona        | 1973-03-28 | Oriente Petrolero    | 2  | 5 | 0 |    |    |
| Luis Liendo           | 1978-02-25 | Club Bolívar         | 2  | 4 | 0 |    |    |
| Raúl Gutiérrez        | 1976-01-08 | Club Blooming        | 2  | 2 | 0 |    |    |
| Richard Rojas         | 1975-02-27 | The Strongest        | 0  | 1 | 0 |    |    |
| Nicolás Suárez        | 1978-12-23 | Guabirá              | 0  | 1 | 0 |    |    |
| Joselito Vaca         | 1982-08-12 | Oriente Petrolero    | 0  | 1 | 0 | 1  | 0  |
| Franz Calustro        | 1974-03-09 | Unión Central Tarija | 0  | 1 | 0 |    |    |
| José Loayza           | 1976-09-09 | Jorge Wilstermann    | 0  | 1 | 0 |    |    |
| Aanval                |            |                      |    |   |   |    |    |
| Milton Coimbra        | 1975-05-04 | Oriente Petrolero    | 7  | 3 | 1 | 29 | 6  |
| Jaime Moreno          | 1974-01-19 | DC United            | 7  | 2 | 0 | 57 | 6  |
| Victor Hugo Antelo    | 1964-11-02 | Club Blooming        | 4  | 0 | 1 | 11 | 2  |
| Martin Menacho        | 1973-08-07 | Club Blooming        | 3  | 1 | 0 | 4  | 0  |
| Róger Suárez          | 1977-04-02 | Oriente Petrolero    | 2  | 3 | 0 | 6  | 0  |
| Líder Paz             | 1974-12-02 | Guabirá              | 2  | 0 | 0 | 2  | 0  |
| Joaquín Botero        | 1977-12-10 | Club Bolívar         | 1  | 2 | 0 |    |    |
| Jefferson Gottardi    | 1976-01-13 | Deportivo Táchira    | 1  | 0 | 0 | 1  | 0  |
| Juan Berthy Suárez    | 1969-06-24 | Oriente Petrolero    | 0  | 3 | 0 |    |    |
| Carlos Cárdenas       | 1976-10-05 | Jorge Wilstermann    | 0  | 1 | 0 | 1  | 0  |

FBF · A-internationals · Selecties · Bondscoaches · Statistieken · Boliviaans vrouwenelftal · Olympisch elftal · Bolivia U21 · Bolivia U20 · Bolivia U19 · Bolivia U18 · Bolivia U17
1926–1949 · 
1950–1959 · 
1960–1969 · 
1970–1979 · 
1980–1989 · 
1990–1999 · 
2000–2009 · 
2010–2019 ·
2020−2029
CC 1999
WK 1930 · 
WK 1950 · 
WK 1994
1926 · 
1927 · 
1927 · 1928 · 1929 · 
1930 · 
1931 · 1932 · 1933 · 1934 · 1935 · 1936 · 1937 · 
1938 · 
1939 · 1940 · 1941 · 1942 · 1943 · 1944 · 
1945 · 
1946 · 
1947 · 
1948 · 
1949 · 
1950 · 
1951 · 1952 · 
1953 · 
1954 · 1955 · 1956 · 
1957 · 
1958 · 
1959 · 
1960 · 
1961 · 
1962 · 
1963 · 
1964 · 
1965 · 
1966 · 
1967 · 
1968 · 
1969 · 
1970 · 
1971 · 
1972 · 
1973 · 
1974 · 
1975 · 
1976 · 
1977 · 
1978 · 
1979 · 
1980 · 
1981 · 
1982 · 
1983 · 
1984 · 
1985 · 
1986 · 
1987 · 
1988 · 
1989 · 
1990 · 
1991 · 
1992 · 
1993 · 
1994 · 
1995 · 
1996 · 
1997 · 
1998 · 
1999 · 
2000 · 
2001 · 
2002 · 
2003 · 
2004 · 
2005 · 
2006 · 
2007 · 
2008 · 
2009 · 
2010 ·
2011 · 
2012 · 
2013 · 
2014 · 
2015 · 
2016 ·
2017 ·
2018 ·
2019 ·
2020 ·
2021 ·
2022 ·
2023 ·
2024
Algerije ·
Andorra ·
Argentinië ·
Brazilië ·
Bulgarije · 
Chili ·
Colombia ·
Costa Rica ·
Cuba ·
Curaçao ·
DDR ·
Duitsland ·
Ecuador ·
Egypte ·
El Salvador ·
Finland ·
Frankrijk ·
Griekenland ·
Guatemala ·
Guyana ·
Haïti ·
Honduras ·
Hongarije ·
Ierland ·
IJsland ·
Irak ·
Iran ·
Jamaica ·
Japan ·
Joegoslavië ·
Kameroen ·
Letland ·
Mexico ·
Myanmar ·
Nicaragua ·
Noord-Korea ·
Oezbekistan ·
Panama ·
Paraguay ·
Peru ·
Polen ·
Portugal ·
Roemenië ·
Rusland ·
Saoedi-Arabië ·
Senegal ·
Servië ·
Slowakije ·
Spanje ·
Trinidad en Tobago ·
Tsjecho-Slowakije ·
Uruguay ·
Venezuela ·
Verenigde Arabische Emiraten ·
Verenigde Staten ·
Zuid-Afrika ·
Zuid-Korea ·
Zwitserland